# Tercis-les-Bains
Tercis-les-Bains (gaskonsko Tèrcis) je zdraviliško naselje in občina v francoskem departmaju Landes regije Akvitanije. Naselje je leta 2009 imelo 1.157 prebivalcev.

## Geografija
Kraj leži v pokrajini Gaskonji med rekama Adour in Luy, 7 km jugozahodno od središča Daxa.

## Uprava
Občina Tercis-les-Bains skupaj s sosednjimi občinami Bénesse-lès-Dax, Candresse, Dax, Heugas, Narrosse, Oeyreluy, Saint-Pandelon, Saugnac-et-Cambran, Seyresse, Siest in Yzosse sestavlja kanton Dax-Jug s sedežem v Daxu. Kanton je sestavni del okrožja Dax.